# Gnomeo y Julieta
Gnomeo y Julieta (en inglés Gnomeo and Juliet) es una película de animación producida por Rocket Pictures y Touchstone Pictures, dirigida por Kelly Asbury. Está basada libremente en la tragedia Romeo y Julieta de William Shakespeare pero en esta versión los protagonistas son gnomos de jardín, y la película, dirigida a un público infantil, termina con un final feliz.

## Argumento
La señora Montesco y el señor Capuleto (Julie Walters y Richard Wilson) son dos ancianos que se desprecian mutuamente. Cuando salen de sus jardines, los objetos cobran vida. El jardín Montesco está lleno de enanos de jardín azules, y los gnomos del jardín Capuleto son rojos. Más tarde, tanto los gnomos azules como los rojos asisten a una carrera en cortadoras de césped. En representación de los azules va Gnomeo (James McAvoy) y a los rojos los representa Teobaldo (Jason Statham). Durante la carrera, con Gnomeo a punto de ganar, Teobaldo hace trampa y termina ganando él. Gnomeo y su mejor amigo Benbolio (Matt Lucas) le reclaman a Teobaldo por la trampa que ha hecho, pero Teobaldo los ignora.
Más tarde esa noche, Gnomeo y Benvolio, van por venganza, se infiltran en el jardín rojo disfrazados, con la intención de rociar la cortadora de césped de los rojos con pintura en aerosol de color azul. Ya que Teobaldo está dormido y su mejor amigo, Fawn (Ozzy Osbourne) juega a las cartas con los demás duendes de color rojo, parece que no hay fallas en su plan, hasta que Benbolio echa tontamente los aerosoles en el pozo de Teobaldo y accidentalmente dispara una luz de seguridad en el proceso, alertando a los gnomos rojos para atacar. Afortunadamente, logran escapar, sin embargo, Gnomeo termina en un jardín diferente. A continuación, se tropieza con la hija de Lord Ladrillo (Michael Caine), que se llama Julieta (Emily Blunt). Julieta está buscando la última orquídea que quedaba en el invernadero, con la intención de utilizarla para embellecer el jardín rojo. Gnomeo está intrigado por ella, y llega a la orquídea como ella está a punto de atravesar el jardín, y se enamoran en el proceso. Durante este tiempo se enteran de que son de clanes opuestos. Cuando ambos regresan a sus jardines, Julieta le dice a su amiga Nanette (Ashley Jensen) acerca de su nuevo amor, para su sorpresa. Nanette afirma que la relación es románticamente trágica.
Gnomeo y Julieta, a continuación, tienen reuniones secretas en un jardín secreto, donde se encuentran con un flamenco rosa de plástico llamado Featherstone (Jim Cummings). Él apoya y alienta a su amor, y los dos comienzan a reunirse periódicamente. Aunque cuando los dos se preparan para una cita, el padre de Julieta le presenta a Paris (Stephen Merchant), un gnomo rojo del que Nanette ha caído enamorada, aunque Julieta se las arregla para escapar.
Más tarde, cuando el retorno de los dos de vuelta a sus jardines, Gnomeo encuentra a su madre Lady Azulejo (Maggie Smith), que queda desolada después de que los rojos se infiltraran en el jardín y destruyeran la planta que el difunto padre de Gnomeo plantó. Los azules quieren a Gnomeo para vengarse de los rojos, y se da cuenta de que no puede negarse a menos que él les dijera su secreto. Va por debajo de unos túneles secretos para llegar al jardín de rojo, pero justo cuando está a punto de rocíar los tulipanes rojos de Lord Ladrillo, Julieta lo ve. Se retira pronto, y le dice a Benbolio que la boquilla de la botella de pulverización se había atascado.
Cuando él y Julieta se reúnen de nuevo, brevemente discuten hasta que Featherstone los detiene, diciéndoles que el odio de otros destruyó su amor. Él y su novia se separaron cuando las dos personas que vivían en la casa del jardín en el que están, se divorciaron. Después de que él ha explicado esto a Gnomeo y Julieta se píden disculpas, pero cuando están a punto de besarse, Benbolio los ve, y corre a decirle a Lady Azulejo, pero en el callejón Teobaldo está esperándolo con su cortadora de césped, Teobaldon golpea a Benbolio y le quiebra su gran sombrero. Teobaldo pelea con Gnomeo en su cortadora de césped, pero es destruido al estrellarse contra un muro. Los rojos dijeron que fue un ataque de Gnomeo, pero Julieta, ante la sorpresa de su padre y su clan, defiende a Gnomeo, diciendo que ella lo ama. Una mujer de repente entra en el callejón, y por equivocación tira a Gnomeo a la calle, por donde pasa un gran camión y todo el mundo cree que fue atropellado por el camión. El padre de Julieta a continuación, la pega a su fuente, porque no quiere perderla como su madre. La mascota de Gnomeo, un hongo llamado Shroom, se queda solo y va a la carretera, donde se da cuenta de que lo que parecía ser Gnomeo era en realidad una tetera azul rota, y que Gnomeo todavía está vivo, al saber esto va en busca de Featherstone. Gnomeo finalmente termina en un parque, y se sube a una estatua de William Shakespeare (Patrick Stewart) y le cuenta su historia. Shakespeare le dice Gnomeo que su historia es muy similar a la de Romeo y Julieta, y que es probable que Gnomeo tendrá un triste final. Shroom y Featherstone llegan cuando Gnomeo estaba a punto de caer de la estatua.
Benvolio, mientras tanto, compra una cortadora de césped en línea grande, llamado el Terrafirminator, para vengarse de los Gnomos Rojos, a pesar de Shroom tratando de convencerlo de que Gnomeo todavía está vivo. El Terrafirminator va fuera de control y destruye la mayor parte de los dos jardines. Gnomeo vuelve con Julieta para tratar de despegarla, pero él no puede. Ella le dice que se vaya, pero él se niega, y los dos comparten un beso cuando el Terrafirmenator choca contra la fuente de Julieta. Todo el mundo cree que tanto Gnomeo y Julieta están muertos. Lord ladrillo y Lady Azulejo, al darse cuenta de que su feudo fue el responsable de esto, deciden hacer a una tregua. De repente, tanto Gnomeo y Julieta salen de los escombros y están bien. La película tiene un final feliz cuando los dos se van a casar en una ceremonia llamada matrignomio, en una cortadora de césped púrpura, que simboliza la tregua entre ambas familias: los Capuleto y los Montesco.

## Elenco
| - James McAvoy como Gnomeo. - Emily Blunt como Julieta. - Ashley Jensen como Nanette. - Michael Caine como Lord Ladrillo. - Matt Lucas como Benvolio. - Jim Cummings como Flamenco. | - Maggie Smith como Lady Azulejo. - Jason Statham como Teobaldo. - Ozzy Osbourne como Fawn. - Stephen Marchant como Paris. - Julie Walters como Señora Montesco. - Richard Wilson como Señor Capuleto. |

## Personajes
- Gnomeo: El protagonista masculino de la historia, un gnomo azul que es una contrapartida a Romeo Montesco. Hijo de Lady Azulejo,se enamora de Julieta.
- Julieta: La protagonista femenina de la historia, una gnomo roja que es una contrapartida a Julieta Capuleto. Hija de Lord Ladrillo,se enamora de Gnomeo.

## Actores de doblaje (México)
- Ortos Soyuz: Gnomeo
- Hiromi Hayakawa: Julieta
- Blas García: Lord Ladrillo
- Magda Giner: Lady Azulejo
- Xavier Sol: Paris
- Rubén Trujillo: Flamenco
- Edson Matus: Benvolio
- Luis Manuel Vázquez: Tebaldo
- Ángela Villanueva: Señora Montesco
- Carlos Águila: Señor Capuleto
- Gerardo García: Fawn
- Armando Réndiz: William Shakespeare
- Rosalba Sotelo: Nanette
- Juan Carlos Tinoco: Insertos
- Carlos Hernández: Gnomo #2
- Miguel Ángel Leal: Gnomo #3
- Luis Leonardo Suárez: Gnomo #4
- Eduardo Fonseca: Gnomo #5
- Roberto Mendiola: Gnomo #6
- Gerardo Reyero: Gnomo #7
- José Luis Orozco: Gnomo #8
- Ernesto Lezama: Gnomo #9

### Voces adicionales
- Alan García
- Alejandro Mayén
- Alfonso Obregón
- Alfonso Herrera
- Arturo Castañeda
- Carlo Vázquez
- Carlos Malanche
- Carlos Segundo
- Carlos Torres
- César Garduza - Gnomo pescador
- Christian Strempler
- Héctor Emmanuel Gómez
- Jorge Roig
- Daniel Lacy
- Erick Salinas
- Eduardo Garza
- Edgar David Aguilera
- Gabriela Guzmán
- Graciela Gámez
- Graciela Malanche Vitaly
- José Luis Miranda
- Magdalena Tenorio
- Pablo Sosa
- Ricardo Mendoza
- Rebeca Acosta
- Víctor Ugarte
- Jaime Camil

## Banda sonora
Salió a la venta el 8 de agosto de 2011 en Estados Unidos y cuenta con la participación de artistas como Elton John y Lady Gaga. Todas las canciones fueron escritas por Bernie Taupin.
- "Hello, Hello" - Elton John y Lady Gaga
- "Crocodile Rock" - Nelly Furtado y Elton John
- "Saturday Night's Alright For Fighting" - Elton John
- "Don't Go Breaking My Heart" - Elton John y Kiki Dee
- "Love Builds a Garden" - Elton John
- "Your Song" - Elton John
- "Rocket Man" - Elton John
- "Tiny Dancer" - Elton John
- "Bennie and the Jets" - Elton John
- "Gnomeo & Juliet" - Chris P. Bacon y James Newton Howard
- "Dandelions" - Chris P. Bacon y James Newton Howard
- "Bennie and the Bunnies" - Chris P. Bacon y James Newton Howard
- "Terrafirminator" - Chris P. Bacon y James Newton Howard
- "The Tiki Tiki Tiki Room" - Wally Boag, Thurl Ravenscroft, Fulton Burley y The Mellomen

## Recepción

### Reacción de la crítica
Gnomeo y Julieta recibió críticas mixtas, tomates podridos revisión total de sitio web informó que el 55 % de los críticos profesionales dieron comentarios positivos sobre la base de 112 comentarios con una calificación promedio de 5.6/10. Sus estados de consenso "A pesar de que tiene momentos de inspiración, Gnomeo y Julieta es a menudo demasiado autorreferencial por su propio bien". Otro agregador de revisión, Metacritic, la película le dio una calificación de 53 % basado en 28 opiniones en su escala de revisión.